# Улакли
Улакли́ (урум. Улахлы) — село Великоновосілківської селищної громада Волноваського району Донецької області в Україні.

## Загальні відомості
Відстань до райцентру становить близько 31 км і проходить переважно автошляхом Т 0518. Розташоване за 17 км від залізничної станції Роя. Населення — 867 особи. Через село проходить автошлях Н15 сполученням Донецьк — Запоріжжя.
Землі села межують із територією с. Зеленівка та Дачне Мар'їнського району Донецької області.

## Історія
Улакли засноване 1779 року грецькими переселенцями з однойменного поселення в Криму. І нині представники грецької громади становлять більшість мешканців села.
За даними на 1859 рік у казенному селі Улакли (Джемрек) Маріупольського грецького округу Олександрівського повіту Катеринославської губернії мешкало 975 осіб (488 чоловічої статі та 487 — жіночої), налічувалось 152 дворових господарств, існувала православна церква.
Станом на 1886 рік у грецькій колонії Улакли (Джемрек) Богатирської волості Маріупольського повіту Катеринославської губернії мешкало 1170 осіб, налічувалось 195 дворових господарств, існували православна церква, школа, лавка й цегельний завод.
За переписом 1897 року кількість мешканців зросла до 1680 осіб (868 чоловічої статі та 812 — жіночої), з яких 1653 — православної віри.
У 1908 році в грецькому поселенні мешкало 1968 осіб (1034 чоловічої статі та 934 — жіночої), налічувалось 315 дворових господарства.

## Населення
За даними перепису 2001 року населення села становило 867 осіб, із них 2,08 % зазначили рідною мову українську, 71,86 % — російську, 10,03 % — грецьку, 0,46 % — молдовську та 0,12 % — білоруську мову.

## Мешканці
В селі народилися:
- Бешуля Свирид Єрофійович (1907—1979) — новатор сільськогосподарського виробництва.
- Тамуров Пантелій Варламович (1896—1976) — архітектор Донецька, Заслужений будівельник СРСР.
- Хаджинов Георгій Гнатович (1922—1996) — український живописець.